# Устиново (Кировская область)
Устиново — опустевшая деревня в Советском районе Кировской области в составе Родыгинского сельского поселения. 

## География
Находится в правобережной части района на расстоянии примерно 9 километров по прямой на северо-запад от нового моста через реку Пижма в районном центре городе Советск.

## История
Известна с 1873 года как починок по речке Отарке или Устинов, когда здесь было учтено дворов 10 и жителей 97, в 1905 21 и 143, в 1926 26 и 141, в 1950 19 и 63, в 1989 уже оставалось 5  постоянных жителей. 

## Население
Постоянное население не было учтено в 2002 году, 1 человек отмечен в 2010.